# Андре Доріа (1952)
Андре Доріа (італ. Andrea Doria) — італійський трансатлантичний лайнер судноплавної компанії Italia Line 1950-х років, що був збудований на верфі «Ansaldo S.A.» Генуї. Названий на честь генуезького адмірала Андреа Доріа. Найбільший, найшвидший і найрозкішніший італійський лайнер того часу, що поступався в світі лише британському RMS Queen Elizabeth і американському United States. Під час 51-го рейсу до Нью-Йорку затонув після зіткнення з пасажирським кораблем «Стокгольм». Після цього відбулась одна з найуспішніших в історії рятувальних операцій, коли врятували 1 660 осіб при 46 загиблих.

## Конструкція
Крім «Andrea Doria» було здано однотипний «Cristoforo Colombo». При довжині 213 м, ширині 27 м вони мали водотоннажність 29.083/29.191 BRT при 11 палубах, 12 водонепроникних відсіках. При 2 затоплених відсіках корабель зберігав плавучість. Дві парові турбіни забезпечували крейсерську швидкість 23 вузлів і максимальну 26 вузлів. 1221 пасажир міг придбати квитки першого (218), каютного (320) і туристичного класу (703).
Корабель був збудований у т. зв. новій «італійській школі». Приміщення з численними барами, читальні, кав'ярні, салони для гри, паління були оздоблені спеціально замовленими творами сучасного мистецтва авторства Сальваторе Фіуме, Фелічіта Фрай, Лучо Фонтана, Фаусто Мелотті, Федеріко Морганте, Емануеле Лузатті. На оздоблення виділили понад 1.000.000 доларів. На кормі розміщувались терасами три басейни з штучними пляжами для кожного класу пасажирів. 16 рятувальних шлюпок можна було спустити на воду при нахилі корабля 15°.

## Зіткнення
Через певне запізнення 25 липня 1956 «Андре Доріа» з 1134 пасажирами, 572 членами екіпажу під командуванням П'єтро Каламаї на повній швидкості прямував до плавучого маяка біля острова Нантакет після 8-денного плавання. Ранком наступного дня у порті Нью-Йорку на нього мали чекати вантажники з погодинною оплатою, що вдарило б при запізненні по кишені судновласника. Корабель йшов при швидкості 23 вузли, але через туман її понизили до 21,8 вузлів. Того ж дня о 11:31 з Нью-Йорку в Гетеборг вийшов шведський пасажирський корабель «Стокгольм» (найменший, який ходив через Атлантику), що йшов у напрямку маяка з швидкістю 18 вузлів при гарній видимості в місячному сяйві. О 22:10 «Андре Доріа» пройшов маяк і дещо змінив курс.
На екрані локатора «Стокгольму» бачили корабель, але в реальності вони не бачили його вогнів за пасмом туману, про існування якого вони не знали і не бачили його. На екрані локатора «Андре Доріа» бачили інший корабель. Пізніше при розслідуванні експерти вважали, що на кораблях за показами радара помилково визначали відстань поміж кораблями, що йшли майже зустрічними курсами.
Вахтовий третій штурман Карстенс Йогансен побачив лівий червоний вогонь «Андре Доріа» і вирішив розійтись лівими бортами, для чого відвернув вліво. На «Доріа» за показами локатора вирішили, що кораблі будуть розходитись правими бортами і для збільшення інтервалу відвернули дещо лівіше, не зменшуючи швидкість.
«Доріа» раптово появився з полоси туману перед «Стокгольмом», який здійснив різкий ривок вправо, одночасно машина працювала «повний назад». Капітан «Доріа» повернув наліво без зменшення швидкості, бо при реверсі ходу турбіни давали лише 30 % потужності.
Посилений для проходження крижаних полів ніс «Стокгольму» близько 23:10 пробив 3 палуби з каютами правого борту «Доріа», пошкодивши внизу водонепроникні перегородки, порожні баластні цистерни, куди набралось 500 т забортної води. Від удару загинуло 46 осіб і «Доріа» нахилився вліво і потягнув за свою шведський корабель, що лише збільшувало до 12 метрів пробоїну. Працюючі назад машини «Стокгольму» через 30 секунд витягнули його ніс з пробоїни, через яку полились десятки тон води і «Доріа» різко нахилився вправо. Він не зменшив ходу і швидко пропав у пелені туману, пройшовши ще 2 милі до зупинки. Через 21 хвилину «Доріа» подав сигнал «SOS», сповістивши, що корабель нахилився на 20°, нахил збільшується і через це неможливо спустити шлюпки з лівого борту. Через 30 хвилин капітан дав команду покинути «Андре Доріа». На ньому вдалось запустити помпи, що дозволило «Доріа» 11 годин протриматись на плаву. О 3:20 сигнал «SOS» подав «Стокгольм». який просив супроводжувати його до Нью-Йорку.
На сигнал відгукнулось 6 кораблів, серед яких основну роль відіграв французький лайнер «Île de France», що, прямуючи до Франції, менш ніж за годину до того розійшовся з «Доріа» і перебував за 15 миль. О 2:20 з нього спустили 10 рятувальних шлюпок. Першим о 00:45 підійшов «Cape Ann», о 1:23 військовий транспорт «Pvt William Thomas». Близько 4:00 всі пасажири покинули «Доріа» і капітан наказав команді покинути корабель крім добровольців, що мали дочекатись підходу буксирів, але до 7:00 покинули корабель. «Île de France» о 6:15 вирушив до Нью-Йорку, тричі обійшовши поволі «Андре Доріа» і тричі опустивши прапор і давши прощальні довгі гудки. «Андре Доріа» поволі перевертався дном догори. За старим звичаєм члени його команди кидали в море речі, що належали кораблеві.
О 10:09 «Андре Доріа» затонув, а о 10:15 «Стокгольм» на швидкості 8,4 вузлів пішов до Нью-Йорку, куди прибув 27 липня у супроводі 3 буксирів.
| Корабель               | Пасажирів врятовано | Екіпажу врятовано | Загалом |
| ---------------------- | ------------------- | ----------------- | ------- |
| Швеція Stockholm       | 308                 | 234               | 542     |
| Франція Île de France  | 576                 | 177               | 753     |
| США Edward H. Allen    | 0                   | 77                | 77      |
| США Cape Ann           | 91                  | 38                | 129     |
| США Pvt William Thomas | 46                  | 112               | 158     |
| США Robert E. Hopkins  | 1                   | 0                 | 1       |
| Загалом                | 1088                | 572               | 1660    |

## Наслідки
Під час розслідування не вдалось встановити дії якого капітана спричинили катастрофу, оскільки обоє допустились помилок. «Стокгольм» йшов на 19 миль північніше прийнятої траси, увійшовши в коридор зустрічного руху. «Андре Доріа» значно перевищував швидкість руху в тумані. Зрештою обидві компанії судновласників задля підтримання репутації через 3,5 місяців обопільно відмовились від взаємних позовів по відшкодуванні збитків — 2 000 000 доларів шведська Svenska Amerika Linien, а Italia — Società di Navigazione S.p.A. загалом втратила 30 000 000 доларів. Вони утворювали спільний фонд у 5,8 млн доларів для відшкодування по близько 1200 позовам пасажирів і родичів загиблих. На основі зіткнення були розроблені нові правила безпеки для схожих ситуацій, зокрема покращення систем радіолокації.
На борті «Андре Доріа» перебувало 50 машин Lancia Aurelia B24 Spider з випущених 240, концепткар Chrysler Norseman, розроблений компанією Carrozzeria Ghia з Генуї.
«Андре Доріа» лежить на глибині 70 м на лівому борті. З 1956 р. загинуло 16 дайверів, що вирішили відвідати рештки корабля. З них п'ятеро впродовж 2006—2008 років.
На тему «Андре Доріа» написано декілька книг, пісень, знято телефільми. Найдивовижнішою була історія 14-річної Лінди Морган, що перебувала у 52 каюті першого класу, куди прийшовся удар «Стокгольму». При цьому її викинуло на ніс «Стокгольму» і вона довго не могла зрозуміти, куди вона потрапила. Її батьки вижили, але загинула 8-річна сестра Джоан.